# Трагедія села Павлокоми

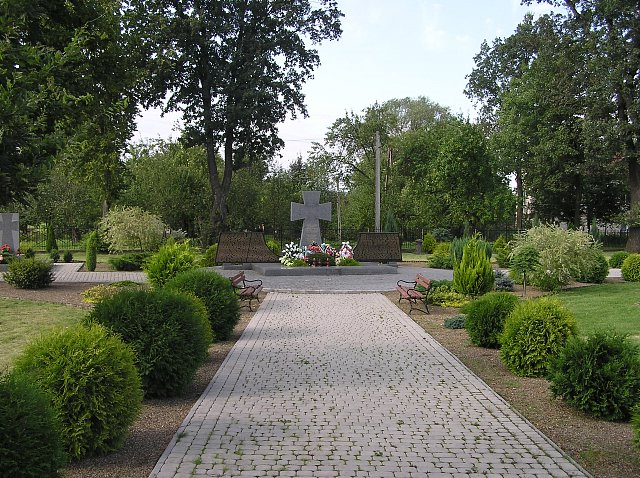
Пам'ятний хрест в спомин українських мешканців Павлокоми, замордованих 1—3 березня 1945 року

Траге́дія села́ Павлоко́ми, Бійня у Павлокомі — винищення 1—3 березня 1945 року нерозформованим відділом польської Армії Крайової під керівництвом поручника Юзефа Бісса (пол. Józef Biss) на псевдо «Вацлав» разом з групами з навколишніх польських сіл українського мирного населення села Павлокома. На думку львівського історика Володимира Руденка, Павлокома — символ трагічної долі українців на землях Закерзоння.

## Географічні відомості
Українське село Павлокома розташоване у долині Сяну, на правому його березі, за 40 кілометрів на захід від Перемишля (нині це в Динівській гміні Підкарпатського воєводства Республіки Польща). Це — напівдорозі між Перемишлем та Ряшевом — столицею Підкарпатського регіону.

## Історичні дані та склад населення
Вперше село Павлокома згадується у документах 1441 року як маєтність перемиського каштеляна Миколая Кміти гербу Шренява.
Архівні документи свідчать, що вже 1595 року там існувала парафія східного обряду.
За даними Перемиської римо-католицької дієцезії, 1938 року в селі проживало 273 католики латинського обряду, а шематизм Апостольської адміністрації Лемківщини за 1936 рік повідомляє про наявність 898 греко-католиків. Але поділ місцевих католиків на вірних латинського обряду (римо-католиків) і візантійського (греко-католиків) не завжди збігався з поділом за національністю (поляки та українці). Для прикладу, павлокомець, котрий керував місцевою читальнею української «Просвіти», за релігійною конфесією був римо-католиком. А жителі села у повсякденному житті послуговувалися українською мовою нарівні з мовою польською. У селі була мурована парафіяльна греко-католицька церква (збудована у 1909 році), до парафії якої належали вірні з Павлокоми, Сільниці, Бартковки (тепер Бартковка — частина міста Динів). Крім того, в Павлокомі діяли Народний дім імені Тараса Шевченка (збудований у 1907 році), читальня товариства Просвіта, українська крамниця магазин, молочний кооператив, підприємство з виготовлення дахівки та утраквістична (двомовна) школа. А римо-католицька меншість Павлокоми належала до парафії у селі Дилягова.
Напередодні Другої світової війни Павлокома налічувала 1370 мешканців, у тому числі 1190 українців, 170 поляків (із них 100 колоністів) і десятьох євреїв. Протягом війни у результаті вивезень на примусові роботи до Третього Рейху і СРСР кількість жителів зменшилася. У січні 1945 року сільський солтис подав новий список, згідно з яким у Павлокомі проживало 366 поляків і 735 українців. Приблизно у той же період перелік українських мешканців села подав греко-католицький священик парафії Володимир Лемцьо, який вказав загальну кількість 655 українців, врахувавши й сімдесятьох, що перебували на роботах; сімох, що тимчасово проживали не у Павлокомі, та вісьмох вивезених до СРСР, про долю яких не було відомо.

## Міжетнічні відносини

### Стосунки між мешканцями села від часурозпаду Австро-Угорщинидо початкуДругої світової війни

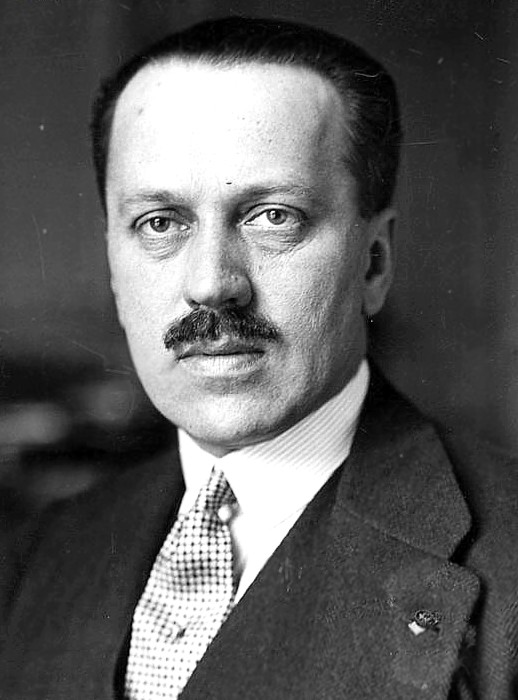
Власник фільварку у Павлокомі Олександр Скшинський

Отець Василь Шевчук, попередник Володимира Лемця на посаді пароха місцевої громади, згодом — військовий капелан УПА на псевдо «Кадило»

Польський історик Здіслав Конечний (пол. Zdzisław Konieczny) стверджує, що початки польсько-українського конфлікту у Павлокомі слід шукати у розподілі угідь фільварку Олександра Скшинського, проведеному після 1918 року. При розподілі землі інтересами українського населення села знехтувано, натомість нові ділянки надавали переважно полякам із Павлокоми, Дилягової та інших сусідніх польських сіл. (За іншими даними, поміщик-власник фільварку, у майбутньому — міністр закордонних справ та прем'єр-міністр в урядах міжвоєнної Польщі, продавав землю полякам з прилеглих сіл, і нові власники наділів утворили окрему колонію, яка формально належала до Павлокоми.) Здіслав Конечний також указує на участь військового підрозділу з Павлокоми (з української сторони) у польсько-українських боях 1918—1919 років та на енергійну проукраїнську пропагандистську діяльність місцевих греко-католицьких священиків, головним чином шляхом виголошення проповідей. Священики у селі разом зі згуртованими навколо них групою патріотично налаштованих українців з яскраво вираженими націоналістичними поглядами втілювали у життя положення першого конгресу ОУН, а 1938 року організували у клубі «Просвіти» академію на честь Василя Біласа та Дмитра Данилишина і встановили пам'ятний хрест у спомин про Ольгу Басараб з написом «Борцям за волю України 1925». За організацію академії приміщення світлиці «Просвіти» було закрито польською владою.
Також пізніше у Павлокомі відбувалися таємні зустрічі місцевих членів і прихильників ОУН, за що чотирьох з них заарештовано. У будинку місцевого вчителя Миколи Левицького, в якого відбувалися такі зібрання, знайдено пропагандистські матеріали антипольського спрямування. Усі ці події викликали негативне ставлення до українців у польських жителів Павлокоми і мешканців тих довколишніх сіл, де проживали здебільшого поляки, що гуртувалися навколо світлиці Стрільця в Павлокомі і у Спілці маєткової шляхти (пол. Związek Szlachty Zagrodowej). Село стало також місцем суперництва римо- і греко-католицького духівництва за здобування нових вірних, головним чином зі змішаних сімей.

### Павлокома у часи німецької окупації 1939 року
У 1939 році Павлокома два тижні перебувала під німецькою окупацією, перш ніж гітлерівські війська не покинули село згідно з договором про кордони між Третім Рейхом і СРСР. У околицях Павлокоми під час вересневої кампанії дійшло до польсько-німецьких сутичок. Солдати Війська Польського, що відступали, залишили у селі частину свого озброєння та амуніції. Поляки допомагали цим солдатам, передавали їм цивільну одежу.
Своєю чергою та частина українців, що підтримувала ОУН, прихильно вітала прихід військ вермахту, вважаючи це передумовою поновлення української державності. За даними Конечного, траплялися навіть випадки повідомлення німцям про поляків, які допомагали польським солдатам або обстрілювали німецьку залогу села. На підставі такого повідомлення німці заарештували 5 осіб, однак — згідно із спогадами жителів села — звільнили їх після того, як інші поляки заперечили його достовірність.

### Павлокома у складі УРСР у 1939—1941 роках
Після поділу території Другої Речі Посполитої між СРСР і Третім Рейхом кордон між ними пройшов по Сяну, і Павлокома, що знаходилась на правому березі ріки, відійшла до Радянського Союзу. Прихід до Павлокоми радянських військ був недовірливо сприйнятий українським населенням і викликав рішуче несприйняття місцевих поляків. Нова влада влаштувала ряд пропагандистських зустрічей, під час яких проголосила про визволення українців з-під утиску «польських панів» та приєднання українських земель до СРСР з включенням їх в Українську Радянську Соціалістичну Республіку. Павлокома, ймовірно, увійшла до складу новоствореної Дрогобицької області УРСР. Заборонено діяльність усіх релігійних інституцій, натомість 10 лютого 1940 року з села депортовано 40 поляків. На думку групи польських жителів Павлокоми, це вивезення певним чином пов'язане з місцевим українським населенням, а місцеві українські націоналісти нібито навіть домагалися від радянського командування дозволу на вбивство польських сусідів. У той же час Здіслав Конечний визнає той факт, що вчитель Микола Левицький з 1939 по 1941 рік перебував на лівому березі Сяну в Динові, зайнятому вермахтом, на території Генеральної губернії і до Павлокоми повернувся лише після відступу звідти радянських військ. В 1940 році 9 жителів села — 6 українців та 3 поляків, мобілізовано до Червоної армії.

### Павлокома під час німецької окупації 1941—1944 років
Радянські війська відступили з села у червні 1941 у зв'язку з нападом Німеччини на СРСР. Повернення німців уможливило певну свободу дії українським націоналістам, зокрема Микола Левицький, що повернувся до Павлокоми, знову почав організовувати українську молодь села на антипольських та проукраїнських патріотичних засадах. Українська більшість Павлокоми здобула перевагу у доступі до місцевого самоврядування, а також у веденні освітньої, культурницької і спортивної діяльності. У село приїжджали активісти ОУН, щонайменше з 10 молодих чоловіків із Павлокоми вступили добровольцями у дивізію СС «Галичина». Крім того, поляки звинувачували українців у причетності до дій, що спричинили вивезення до концтабору Аушвіц трьох поляків і однієї українки (з пропольською орієнтацією) та у вбивстві Юзефа Міхаліка (пол. Józef Michalik), ймовірно, члена Армії Крайової (АК).
На терені Павлокоми й околиць доходило до сутичок між українськими організаціями і польським націоналістичним підпіллям, яке почало виникати у регіоні влітку-восени 1940 року. Поляки знищили, зокрема, меморіальний хрест, встановлений українцями на честь бою під Крутами, який був місцем регулярних маніфестацій національного характеру; польське підпілля видало вирок смерті й убило чотирьох активістів ОУН — Миколу Левицького, Івана Карпа, Євгенію Троян і Івана Шпака. Першого з них застрелили 14 жовтня 1942 року, другого — у травні 1943 року, двох останніх — у 1944 році.
Як пише Петро Мірчук: 
| Непримиримо ворожа постава поляків супроти українського населення, так замітна на Волині і в Галичині, набрала особливо гострих форм на Холмщині, Посянню та Лемківщині. Польське підпілля, однаково прокомуністичне як і протикомуністичне, спираючись на місцеве польське населення, починає вже 1942 р. застосовувати на цих теренах супроти українців варварський, кривавий терор. Від куль польських бандитів на Холмщині загинули в 1942 р. та в першій половині 1943 р. такі українські діячі, як полк. Я. Войнаровський, др. М. Струтинський, др. Павлюк, о. С. Захарчук, о. С. Малеша, учитель Шавала, та багато інших. Наближення німецько-большевицького фронту роззухвалює польських «повстанців» до тої міри, що на переломі 1943-44 рр. їхня «Армія Крайова», «Армія Людова» та «Баталіони Хлопське» переходять до відвертого масового винищування українських сіл. Зимою 1943-44 польське підпілля, головно АК («Армія Крайова») опановує всю Грубешівщину, Білгорайщину та Томашівщину, а весною 1944 теж райони Белзця й Чесанова. Весь свідомий національно й активний український елемент на тих теренах польське підпілля «засуджує» на кару смерти і, як тільки це йому вдається, винищує фізично, вбиваючи при тому теж їхніх жінок і дітей, а від решти українського населення вимагає заяв льояльности та піддержки польського повстанського руху. |
Ці події призвели до зменшення відкритості й довіри у стосунках між українською та польською спільнотами. Ще менше сприяла цьому поява в Павлокомі на переломі 1943/1944 років перших біженців із Волині, які розповідали місцевим полякам про волинську трагедію.
Дальше поглиблення антиукраїнських настроїв серед поляків настало після того, як українська поліція з Явірника-Руського заарештувала за причетність до Армії Крайової та зберігання зброї п'ятьох поляків із Павлокоми (пол. Jan Kuś, Jan Radon, Jan Ulanowski, Maria Ulanowska i Katarzyna Kocyło) та одного з Дилягової, а спроба їх визволити у спосіб нападу на приміщення поліційного поста в Явірнику-Руському закінчилася захопленням будівлі поста, але не звільненням арештантів, яких там уже не було. Доля заарештованих так і залишилась нез'ясованою, однак місцеві поляки вважали само собою зрозумілим, що вбили їх саме українці. В помсту за напад на Явірник-Руський німці за підтримки української допоміжної поліції пацифікували село Дилягова, зокрема убивши там одного поляка.

### Повернення Червоної Армії та радянської влади
У 1944 році, після того як радянсько-німецька лінія фронту перемістилася на захід, на територіях, що на схід від річки Сян, почали відновлювати структуру радянських органів влади. Військовий комісаріат мобілізував до Червоної Армії 5 українців із Павлокоми. У Павлокомі розквартировано військовий підрозділ, що спеціалізувався на навчанні радистів та телеграфістів, а водночас мав служити захистом як місцевого українського населення від можливих атак польського підпілля та АК, так і польського населення від можливого нападу УПА. Однак збройне протистояння між підпільними структурами українців та поляків не припинялось. Польське населення Павлокоми відчувало підтримку підрозділів АК та Батальйонів хлопських (БХ), що діяли в околицях, а українська більшість надіялась на допомогу підпільної мережі ОУН, загонів УПА та Самооборонних кущових відділів (СКВ). У самій Павлокомі діяла законспірована структура ОУН, на 1998 рік були відомі прізвища принаймні 50 її членів та симпатиків.
27 липня 1944 року між СРСР та ПНР укладено таємну угоду про встановлення кордону між ними, а 9 вересня того ж року — угоду про переселення поляків з УРСР до Польщі й українців із Польщі до України.
У березні 1945 року зі складу Дрогобицької області УРСР до Польщі, згідно з радянсько-польським договором, відійшли: Бірчанський район з районним центром Бірча, Ліськівський район з районним центром Лісько, західна частина Перемишльського району включно з містом Перемишль. До складу цієї переданої західної частини Перемишльського району, ймовірно, і входила Павлокома.
Але на цій території проживало місцеве українське населення, яке не бажало залишати рідну землю й переселятись до СРСР. Потрібні були фактори, котрі б заохочували їх це робити. Такими стали виведення на початку 1945-го року підрозділів Червоної армії з цих теренів, провокації спецпідрозділів НКВС та активні польські напади на українські села, терор проти місцевих українців. Зі слів професора Макмастерського університету й уродженця Павлокоми Петра-Йосифа Потічного:

| Це була, так би мовити, політика польського націоналістичного підпілля. Але не лише націоналістичного. Так же комуністичні власті робили подібні історії. Їм хотілося нарешті очистити ці землі від українців. І тому Павлокома — це тільки символ того всього. Навколишні села, такі як Костава, Бахів, Коровичі, Майковичі, Завадка Морохівська і так далі. Вони всі були знищені менш-більш в тому часі — березень — квітень 1945 року.[6][32] |

## Привід

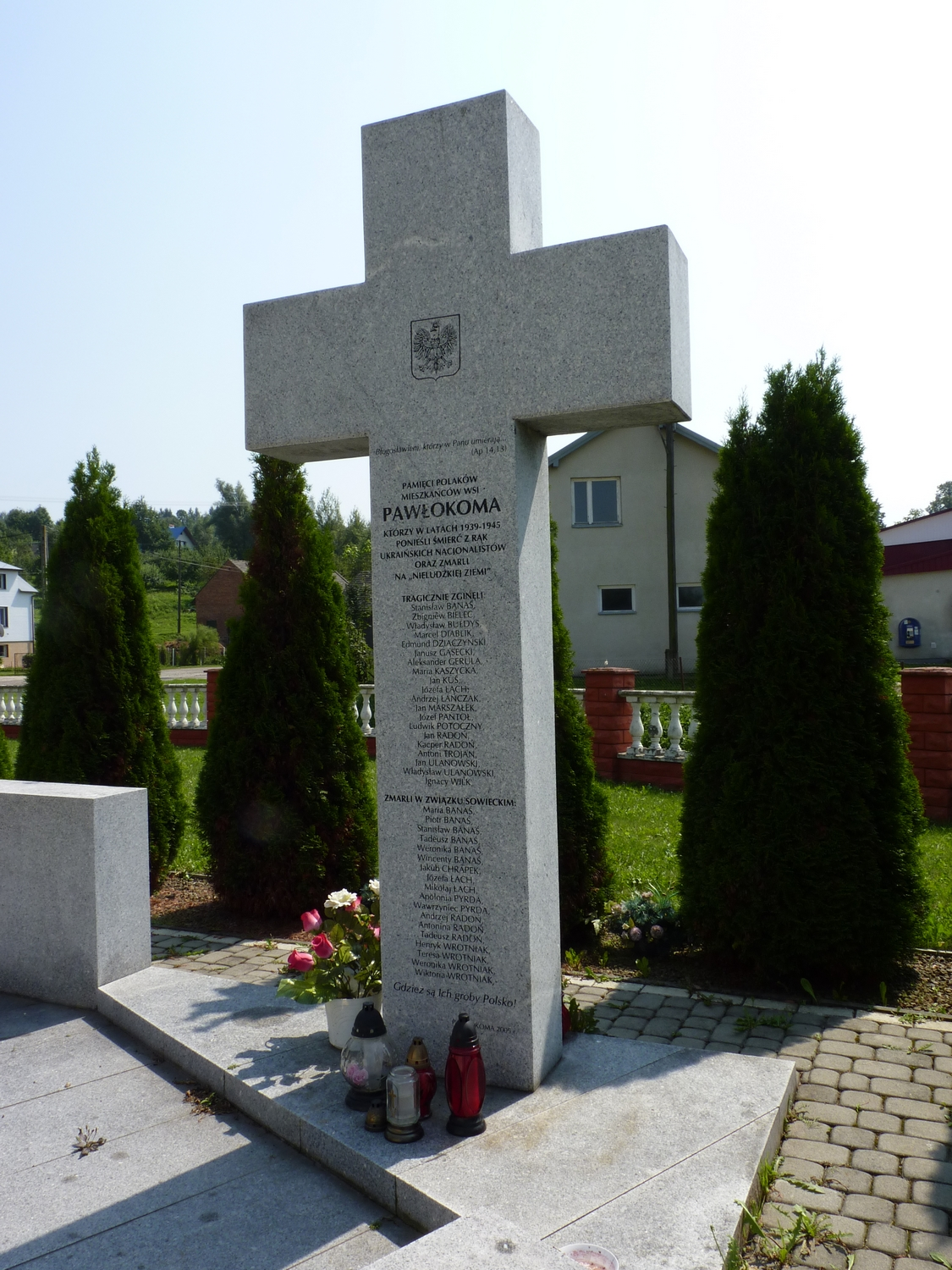
Пам'ятний хрест на спомин про польських жителів Павлокоми, що загинули в 1939—1945 роках

Радянський військовий підрозділ перебував у селі до січня 1945 року, після чого був звідти виведений. А 21 січня 1945 року, тобто незабаром після відходу з Павлокоми радянського підрозділу, у селі з'явився збройний відділ із близько 60 осіб, який заарештував та забрав із собою сімох поляків (серед них сільського солтиса Каспера Радоня (пол. Kacpra Radonia) і делегата до Гмінної Національної Ради Ігнація Вілька (пол. delegata do Gminnej Rady Narodowej Ignacego Wilka)) та одну пропольськи настроєну українку.
Здіслав Конечний услід за польськими жителями Павлокоми твердить, що цей вчинок здійснив відділ УПА й наступне винищення поляками українських мешканців села було лише відплатною акцією.
Натомість, за словами Петра-Йосифа Потічного,

| У Павлокомі мала місце теж і польська трагедія. Це сталося і цього заперечувати не можна, але досі ніхто точно не знає, хто був спричинником цього, а тим більше й досі не доказано про причетність до цього кого-небудь із українців села Павлокоми. Тому означення протиукраїнської дії як відплатної акції злочинця Юзефа Біса, пс. «Вацлав», погромника Павлокоми, дуже турбує.[34] |
А Євген Місило, український історик із Польщі, спираючись на українські повідомлення, доводить, що цей злочин здійснив підрозділ НКВС, на що вказує, як вважає Місило, однорідне обмундирування всієї цієї групи, а також факт, що у перших місяцях 1945 року на теренах Березівського повіту вже не було настільки сильних та численних відділів УПА, які перед тим відступили у гори або були розпорошені з огляду на величезну кількісну перевагу присутніх у регіоні радянських військ:

| На той час (з січня по березень 1945 року) в радіусі декількох десятків кілометрів не діяв жоден загін українських повстанців.Оригінальний текст (рос.) В то время (с января по март 1945 года) в радиусе нескольких десятков километров не действовал ни один отряд украинских повстанцев[36]. |
За твердженням Deutsche Welle, тієї ж думки, тобто що вбивство поляків було провокацією агентів радянського НКВС, дотримуються багато інших істориків, як з українського, так і з польського боку. Євген Місило також указує на той факт, що в околицях Павлокоми діяли спецгрупи НКВС і траплялися випадки, коли відділи АК та БХ помилково сприймали їх за українські підрозділи. Про діяльність у часи трагедії у сусідніх селах відділу НКВС стверджує і член головної ради Об'єднання українців Польщі історик Олександр Колянчук.
У зв'язку з тим фактом, що забрані мешканці зникли безслідно, їхні родини вважали їх замордованими і звернулись, у тому числі й через посередництво греко-католицьких священиків з Павлокоми й Динова, з проханням повідомити про місце поховання тіл. Та ці дії не дали жодних результатів. У зв'язку з цим Громадянська міліція Польщі заарештувала 22 лютого одинадцятьох (за іншими даними — 17-х) місцевих українців, щоби під час слідства добути від них інформацію про зниклих поляків. За твердженням Євгена Місила, подальша доля арештованих українців невідома. А ось як згадує про цю подію колишня мешканка Павлокоми та дружина одного з заарештованих М . М . Троян:

| 22 лютого 1945 року польська поліція забрала 17 чоловіків до тюрми в м. Березів. Забрали всіх, кого застали в хаті, забрали і мого чоловіка Трояна Антона Андрійовича. Всіх закладників невдовзі випустили, кожного дня по одному. Всі вони так і не дійшли до села: пропали по дорозі[42][43]. |

## Нарада у Динові

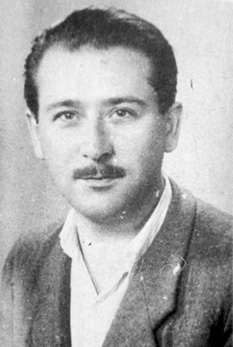
Юзеф Бісс

Поляки з Динова і Павлокоми звернулися до березівського старости з вимогою прислати війська, щоб здобути інформацію про зниклих. Зібрання у старостві перетворювалися в антиукраїнські мітинги, під час яких мешканці згадували попередню діяльність українських націоналістів і злочини у сусідніх місцевостях. Розпалюванню антиукраїнських настроїв особливо сприяли біженці з Волині. Але убивство українців у Павлокомі не було спонтанною акцією. Наприкінці лютого 1945 року на нараді у Динові за участю керівників місцевого підпілля, представників AK, поляків із довколишніх сіл і поляків-жителів Павлокоми були узгоджені термін й хід проведення спільної акції польського підпілля та АК. Наслідком цієї наради став виїзд із Павлокоми місцевих поляків, що, однак, не занепокоїло українців. Згодом під час процесу над членами свого підрозділу Юзеф Бісс на псевдо «Вацлав» свідчив, що на нараді вирішено про участь в акції його відділу, польського самозахисту з Динова, а також «місцевого самозахисту» — разом 250 осіб. Ствердив також, що на зібранні мешканці Павлокоми інформували про присутність у селі відділу УПА, а тому вирішено захопити у полон і вбити усіх чоловіків, старших 15-ти років, за винятком людей похилого віку, неспроможних оборонятися. А Здіслав Конечний пише, що заплановано розстріл чоловіків-учасників українського підпілля, натомість жінки і діти мали бути передані УПА.

## Перебіг акції

### Попередні напади
На підставі свідчень очевидців трагедії встановлено, що перед головною атакою на Павлокому проведено декілька попередніх з метою з'ясувати, наскільки українські мешканці села готові та здатні боронитись. За даними Євгена Місила, перший з нападів відбувся 27 або 28 лютого, а його жертвами стало 13 осіб. А, за спогадами М . Троян, напади розпочались ще раніше: 
| З 23 лютого в село кожний день почали з'являтися з навколишніх польських сіл озброєні бандити в цивільному. Коли кого побачили в хаті — стріляли, грабували майно. Люди вдень ховалися по криївках, ввечері та ночами готували собі їжу та годували худобу. Про якийсь самозахист не було й мови, бо ніхто не мав навіть мисливської рушниці[42][43]. |
1 березня була атакована Загора (так називалась верхня частина Павлокоми), а також її присілки; у повідомленнях українців, котрі уціліли, з'являється інформація про убивства цього дня від кільканадцяти до кількадесяти осіб. Після цього масового нападу польські відділи знали вже напевно, що у селі не було жодного підрозділу УПА.

| 1 березня багато людей з дітьми перебрались жити до церкви, вона була мурована, міцна і досить велика. |
Здіслав Конечний стверджує, що напади 1 і 2 березня були справою рук відділів, лише прямуючих перед акцією у бік запланованого місця їх збору у Диляговій, де на плебанії місцевого римо-католицького священика розташовувався тимчасовий штаб поручника Юзефа Бісса, призначеного командуванням Жешівської Округи AK до загального керівництва операцією. Наступного дня «Вацлав» визначив завдання командирам взводів.
У спогадах Федака (пол. J. Fedak) з'явилася інформація, що по подіях 1 березня українці з Павлокоми вибрали й відправили з села 10 молодих чоловіків, які повинні були вдатися по допомогу до представників ОУН і її Служби Безпеки (СБ) в Явірнику-Руському і Пятковій. До побачення та перемовин з представниками ОУН та СБ таки дійшло, однак, згідно з цими самими спогадами, у можливості надання такої допомоги було відмовлено у зв'язку зі значною перевагою польських сил.
3 березня 1945 року нерозформований відділ колишньої польської Армії Крайової (кількісно близько 60 осіб) під керівництвом поручника Юзефа Бісса (псевдо «Вацлав») разом з групами з навколишніх польських сіл напали на село Павлокому.

### Обставини трагедії
Польські відділи увійшли до Павлокоми близько четвертої години ранку й розпочали етнічну чистку.
За даними Євгена Місила, Павлокома була цілком оточена, після чого поляки, просуваючись до її центру, стріляли по кожній зустрічній особі, включаючи жінок і дітей, котрих, за оцінками автора, убито близько 50. Українські мешканці села, зорієнтувавшись у ситуації, пробували переховуватися або утікати до церкви. Так, зокрема, за спогадами Любові Сапруки, врятувалась її родина — батько, мати і двоє дітей заховалися у викопану заздалегідь криївку:

| Вони мусили усю ніч тримати на плечах шмат соломи, яка прикривала вхід до криївки, адже якщо б хтось зайшов до хати, одразу ж провалився б.[55] |
Осіб, укриття яких були виявлені, витягали зі схованок та або вбивали на місці, або примусово гнали до церкви чи до Народного дому. Згідно звіту українських свідків трагедії у тих місцях відділяли чоловіків, жінок і дітей, старших 7 (або 10) років від інших і розстрілювали недалеко від церкви на недіючому вже на той час греко-католицькому кладовищі. За іншими даними, не вбивали хлопчиків до 5 років і дівчаток до 7-річного віку. У зізнаннях цих свідків присутня також інформація про лупцювання чоловіків ціпами, обкручення їх колючим дротом і вирізування хреста на грудях одного з них. Власне таких тортур та жахливої смерті зазнав саме парох місцевої греко-католицької громади отець Володимиром Лемцьо: це його обмотали колючим дротом, волочили кіньми довкола церкви, а згодом забили ланцюгами.
За спогадами Тетяни Чуми-Нестеровської,

| місце їхньої криївки вказав озброєним нападникам хатній робітник, який ще й доводився родичем батькові. Цей чоловік згодом збудував собі хату на місці будинку вбитих, забравши їхню землю і майно[57]. |
Вона, на той момент 7-річна дитина, до цих пір до подробиць пам'ятає, як у влаштованій в їхній стодолі криївці вбили сусідку пострілом у скроню, а на порозі павлокомської церкви у калюжі крові лежав чоловік з перерізаним горлом. З сім'ї вижили тільки вона з матір'ю, а батько та 10-річний братик загинули.
Місцева польська самооборона та підрозділи польської Армії Крайової розстріляли 366 українців, серед них 157 жінок та 59 дітей віком до 14 років. Всього з села врятувались лише 36 осіб.

| 3 березня, в суботу, люди побачили польських бандитів, які полями прямували зі всіх сторін до села, йшли пішки і їхали возами. Люди, які не мали добрих криївок, поспішили до церкви і закрили двері. Вони стояли внизу, а також на хорах. |
Мешканці села сподівались, що святі стіни храму зупинять нападників, стримають їх запал до вбивства, але цього не сталось.

| Бандити виламали бічні двері і ввірвалися досередини. Наперед казали всім перейти на ліву сторону церкви. |
Після цього розпочалась добре спланована перевірка присутніх жертв акції за національністю, конфесійною приналежністю, віком. Одних допитували, других катували, третіх зразу вбивали. Тих, хто отримував вирок смерті, ставили у церкві праворуч, хто отримав від убивць право на життя — ліворуч. Сортували не тільки людей, але й їх одяг, причім роздягали навіть «помилуваних» та малих дітей.

| Тоді по кільканадцять чоловік забирали в захристію. Там їх роздягали, роззували, що було краще — забирали собі, при чому дуже сварилися між собою. Напівроздягнених вертали до церкви, ставили по четверо, коли набирали групу від дверей до іконостасу, відправляли через царські ворота, через захристію надвір. |
Не була спонтанною й ліквідація жертв трагедії. Насамперед убивці віддали наказ кільканадцятьом чоловікам викопати глибоку яму, що й було зроблено. Поблизу ями, власне, й відбувалася страта. Коли яма була заповнена, викопали другу, а згодом і третю. Загалом було три могили, заповнених трупами. Згадує про це й на той момент 6-річний син священика Андрій Лемцьо, який врятувався разом з вагітною матір'ю. Групи людей, котрими вели з церкви на розстріл на цвинтар, складались спочатку з чоловіків, згодом знищували жінок, а наостанок убивали дітей.У цю братську могилу звозили й інших українців, замордованих у селі.

Фрагмент іконостасу церкви у Павлокомі станом на 1960 р.

Заперечуючи це, солдати з відділу «Вацлава» згодом стверджували, що розстріляно було всього лише чоловіків, попередньо вимагаючи від них відповіді на запитання, де поховано викрадених з села поляків. Солдати на прізвища Коваль і Гайдук (пол. Kowal i Hayduk) твердили, що їх відділ у складі 40 осіб лише охороняв дії місцевого самозахисту, котрий виловлював українців, що, на їх думку, належали до УПА або СКВ, а також затримав при спробі втечі декількох озброєних українців. Гайдук твердив, що то були дезертири з німецької допоміжної поліції, які потім стали членами УПА. Нападники, крім того, отримали завдання знайти у церкві та у сусідніх з нею будинках зброю й амуніцію.

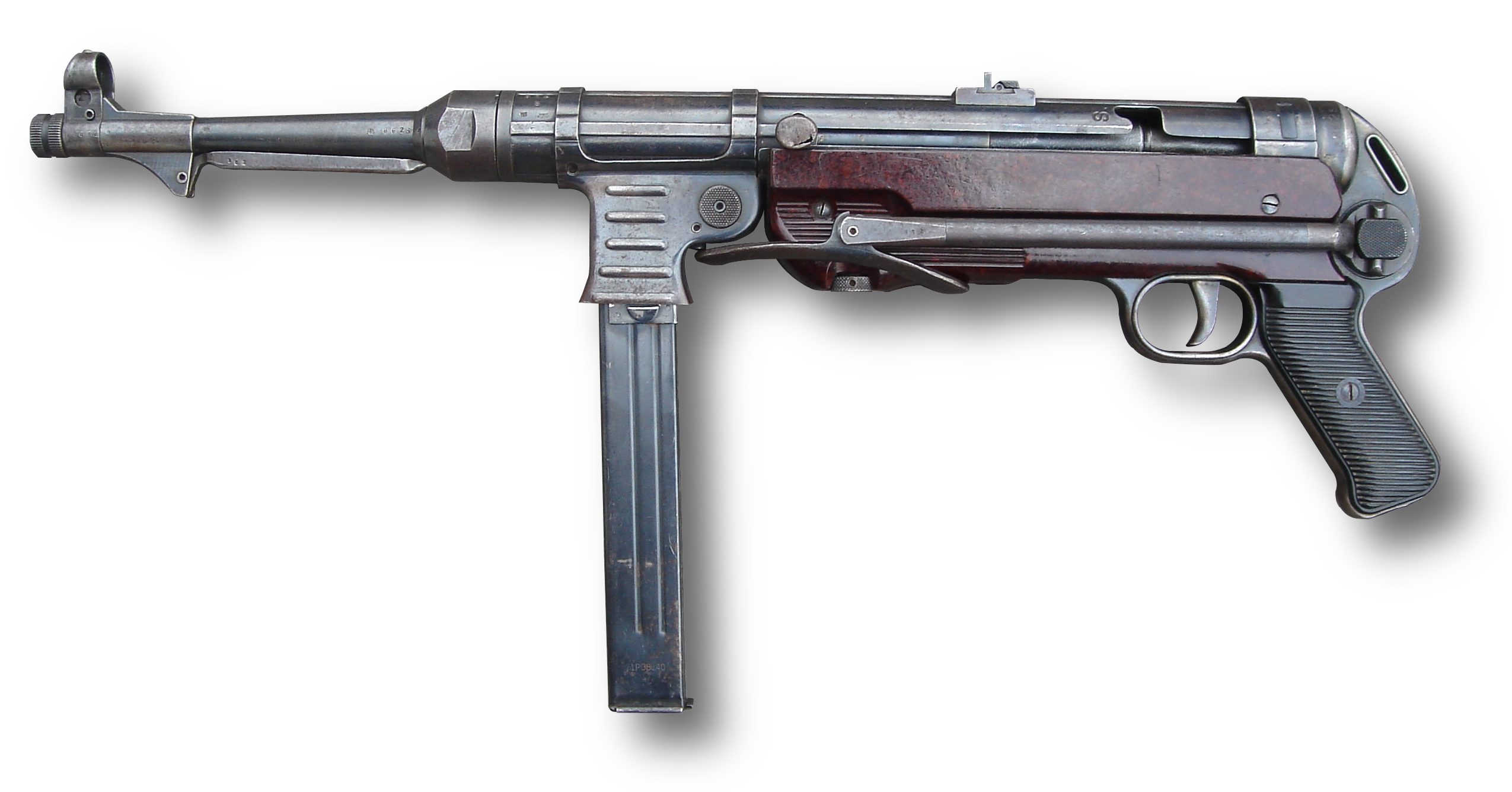
Пістолет-кулемет MP-40

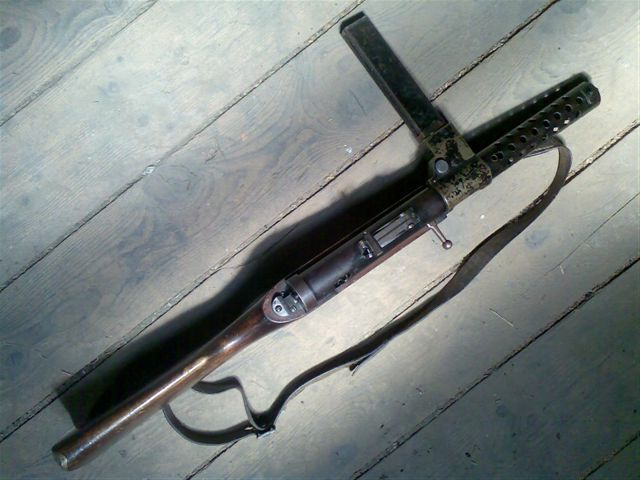
Пістолет-кулемет MP-28

Хоча згідно польських звітів бійці підрозділу «Вацлава» не брали участі у розстрілах, а всього лише охороняли дії членів самозахисту, Євген Місило вказує, що під час свого допиту на слуханні 30 липня 1953 року Чеслав Спута на псевдо «Залізний» (пол. Czesław Sputa ps. "Żelazny"), командир відділу у підрозділі Юзефа Бісса, свідчив, що солдати з цього відділу брали безпосередню участь як у перевірці національності мешканців Павлокоми, утримуваних у церкві, так і, разом з членами польської самооборони, у розстрілах українців. Цей автор також вказує, що у злочині на кладовищі брали участь солдати AK зі взводу Тадеуша Коваля на псевдо «Сірий» (пол. Tadeusza Kowala ps. "Szary"). Існують різні зізнання у питанні способу вбивства. Так солдат AK Роман Твожидло (пол. Roman Tworzydło) свідчив, що українців розстрілювали з пістолет-кулемета MP, в чому він повинен був особисто брати участь.

| Від церкви до цвинтаря було приблизно 300 метрів. У церкві чулися невдовзі перервисті кулеметні черги. Так сортували і стріляли цілий день. |
Інший солдат, Мар'ян Спута (пол. Marian Sputa), у свою чергу у 1952 році свідчив, що жертви також гинули від пострілів ззаду у голову. Крім того, Є . Місило твердить, що у злочині брав особисту участь сам Юзеф Бісс, який був присутній у церкві і брав участь у перевірці національності населення, вирушив на кладовище, а потім пообідав у селі.

## Спогади очевидців
Ті, кому вдалося вижити у ті страшні дні, розповідають, що операція очищення українського патріотичного села від українців розпочалася вранці й тривала до післяобідньої пори. Людей зганяли до місцевої греко-католицької церкви (від неї тепер залишилася лише дзвіниця), яка послужила збірним пунктом призначених на знищення. Із церкви чоловіків, жінок і дітей виводили до трьох викопаних ям і там розстрілювали. Три великі ями, наповнені тілами вбитих, стали їхніми спільними могилами.
Зі спогадів мешканки Львова Тетяни Чуми-Нестеровської (на момент трагедії — 7-річної дитини), 38-річного батька та 10-річного брата котрої вбили і кинули в одну з цих ям:

| Страшний біль, якоїсь помсти не відчуваєш, але біль страшний, якийсь жаль, що це так сталося. Я все пам’ятаю, як ми з мамою були в криївці, потім загнали нас у церкву. Мама наказала мені нахилитись, щоб виглядати меншою. У сусідській криниці було повно трупів, усе майно наше пограбували. На кожному подвір’ї лежав хтось мертвий. Мої черевички наповнились кров'ю, коли я переступила поріг церкви[57]. |
За спогадами Катерини Барбашек з Перемишля, її, 15-річну, разом з батьками врятувала випадкова відсутність у Павлокомі на момент трагедії. Але у тій різні загинули 15 членів її родини.
Загинув і місцевий парох о. Володимир Лемцьо, а сам храм знищили. У 1963 році місцеві римо-католики за потурання прокомуністичної влади Польщі зруйнували павлокомську церкву до останньої цеглини.

## Кількість жертв трагедії
Різні джерела подають числа від 80 до 500 убитих в Павлокомі. Бездискусійне й остаточне визначення кількості жертв наразі не є практично можливим, оскільки не виконано повну ексгумацію останків з могил. Публікації (листівки) УПА з осені 1945 року оцінюють число убитих українців близько 300 осіб. На думку солдатів, котрі брали участь у злочині у Павлокомі, таку кількість тіл не були здатні помістити викопані для них ями; вони стверджували, що розстріляно було максимум 120—150 українців. Сам Юзеф Бісс вважав, що загинуло щонайбільше 80 осіб.
Поіменний список жертв, котрий подає професор Петро-Йосип Потічний у своїй роботі «Павлокома 1441—1945. Історія села», який вказує на 366 убитих, ґрунтується на спогадах його матері Олени Потічної, а також на додаткових дослідженнях. Згаданий список містить не лише відомості про 324 убитих 3 березня 1945 року, але і 22 особи-жертви атак декількох попередніх днів (наприкінці лютого — на початку березня), і 19 мешканців, в основному молодь, котрі, не підозрюючи про небезпеку для їх власного життя у рідному селі, поверталися з примусових робіт у Німеччині і були вбиті після 3 березня в околицях Павлокоми.
Євген Місило, услід за Потічним, крім того пише про кількадесят осіб, убитих у присілках Павлокоми, тіла яких були вкинуті до бункера поблизу села.
А Здіслав Конечний натомість сумнівається у достовірності цього списку, порівнюючи його зі списком українського населення, складеним ще до війни місцевим парохом, вказуючи на різну кількість осіб з тими самими прізвищами в одному і у другому списку (інколи досить вищу в списку жертв трагедії). Той польський автор більше схиляється до прийняття версії про 150 убитих, яку подавали у своїх свідченнях вояки АК, що брали участь у знищенні мирних мешканців села.

## Доля вцілілих у різні
З Павлокоми врятувалась всього лише невелика група жінок і дітей, яких виведено під конвоєм до околиць якогось села, ймовірно до Бірчі (за іншими даними — до Селиська). Перед тим Юзеф Бісс («Вацлав») особисто до них звернувся, сповістивши на дорогу, що дарує їм життя, відпускає на Україну, а навзамін за те міняє назву села з Павлокоми на Вацлавівку.

| Жінок з дітьми (хлопчиками до 7 років і дівчатами до 10 років) ставили на праву сторону церкви. Невдовзі лише вони зосталися в церкві... Під охороною 20 бандитів ми рушили селом в сторону лісу на с. Дилягову... Поляки довели нас на третє село на якусь лісову поляну (була ніч) і там залишили. Вони сказали: «Ідіть за Збруч, і ніде не зупиняйтесь!» Коли вони нас полишили, ми почали несамовито кричати в лісі з розпачу. Десь за дві години нас почули в ближчому селі, вартівники його з острахом підійшли до нас, і, довідавшись, в чому справа, забрали з дітьми в село. |
У вересні 1945 року більшість з уцілілих депортовано з рідних місць у СРСР, зокрема до Тернопільської області УРСР.

## Реакція на трагедію
Уцілілі українські мешканці Павлокоми написали скаргу до радянського коменданта у Сяноку, внаслідок чого до Динова вислано відділ НКВС, який заарештував 282 поляків. Тільки 82 з них залишилися у кінцевому результаті ув'язненими на чотири місяці.
У свою чергу польська влада затримала у цій самій справі також декількох осіб, яких було засуджено на короткі терміни ув'язнення і невдовзі випущено на підставі амністії.
Уночі з 4 на 5 жовтня 1945 року об'єднані сотні УПА атакували Павлокому, вбивши від кількох до кільканадцятьох поляків, як тих, що повернулися після вбивства українців назад до покинутого села, так і нових поселенців, що заселились на колишніх українських господарствах. Ще один напад і вбивство чергових кількох осілих після трагедії у Павлокомі поляків відбулися у лютому 1946 року. Будівлі було спалено. Ті вчинки були представлені як відплата за злочин проти українців. Таким чином історія Павлокоми, як колишнього переважно українського села, закінчилась. Поступово нові мешканці Павлокоми перетворили занедбаний греко-католицький цвинтар на смітник, випасали тут худобу. У 1963 році й місцеву церкву розібрали до фундаменту. Зосталась лише дзвіниця, та й та напівзруйнована.

## Судові розгляди у справі злочину у Павлокомі
13 травня 1952 року, у зв'язку з іншою справою щодо вбивства радянського солдата, Воєводський Уряд Публічної Безпеки Польщі (WUBP) затримав у Вроцлаві Чеслава і Мар'яна Спутів. Лише у листопаді цього самого року в аркушах їхньої справи з'являється згадка про їх підозру в участі у «масовому мордуванні осіб української національності в місцевості Павлокома», подібно як у випадку затриманих раніше Романа Твожидла й Антона Герулі (пол. Antoniego Geruli). Справу вів хорунжий WUBP Вільгельм Будзяк (пол. Wilhelm Budziak), який віддав наказ розкопати одне з трьох віднайдених на кладовищі у Павлокомі масових поховань, а також відшукав — серед засуджених вже раніше членів польського підпілля-прихильників незалежності Польщі — інших підозрюваних в участі у злочині, у тому числі й Юзефа Бісса.
17 серпня 1953 року Польський Воєводський Суд у Ряшові засудив Романа Твожидла на 15 років позбавлення волі, зокрема, за безпосередню участь в «акції щодо українського населення в Павлокомі». Ідентичне покарання отримав Чеслав Спута. Мар'ян Спута засуджений на 8 років, Антон Геруля — на 4 роки і 6 місяців позбавлення волі. Юзеф Бісс винним у вчиненні злочину у Павлокомі визнаний не був.
30 серпня 1956 року Верховний Суд Польщі скасував вироки, винесені вищеперерахованим особам і протягом наступного місяця всі вони були випущені на волю з закладів, у котрих відбували покарання. Правомірність цих рішень на прохання людей, потерпілих у цих подіях, згодом перевіряв Польський Інститут національної пам'яті (справа S/52/01/Zi).

## Пам'ять про загиблих
Про трагедію, що сталася у Павлокомі у березні 1945 року, публічно вперше заговорили лише у 1961 році, коли у Сполучених Штатах Америки у Філадельфії вийшли друком спогади Олександри Потічної.
До 1989 року, допоки існувала прокомуністична Польська Народна Республіка, правда про різню у Павлокомі замовчувалася. Лише восени 1989-го група колишніх мешканців села Павлокоми звернулася до адміністративних органів Польщі з проханням про надання дозволу на побудову пам'ятника на могилах із написом: «Вічна пам'ять 365 жертвам, які трагічно загинули 1–3 березня 1945 року» й таким текстом українською і польською мовами:

| Хай ця невинно пролита кров буде гарантією того, що ніколи не повториться трагедія між українцями й поляками. Відпусти нам наші вини, як і ми відпускаємо нашим винуватцям.[4] |
Хоча комітет з побудови пам'ятника отримав формальні дозволи від воєводської й гмінної влади, але місцеві мешканці виступили проти такої ініціативи, тому кілька років питання про побудову не розглядалося.
На початку 1995 року українська громада міста Перемишля виступила з ініціативою про впорядкування знищеного українського цвинтаря у Павлокомі. У березні відслужили першу панахиду. До збереження пам'яті про невинно загиблих та поширення правди про колишній злочин значних зусиль доклав павлокомець Діонізій Радонь (за одними даними — поляк, за іншими — наполовину українець, який з матір'ю-українкою також дитиною стояв у тій церкві під час різні), і котрий власними силами впорядковував занедбане кладовище, садив дерева і кущі. За це йому неодноразово погрожували інші місцеві жителі та навіть спалили стодолу. Крім того, знищили могили, висипані на місці масових захоронень жертв різні та поперевертали поставлені на них хрести. Тому вже наступна панахида, котру відслужили на кладовищі 30 квітня 1995 року, відбувалася в супроводі загону польської поліції з собаками, які охороняли її учасників від поляків.
Починаючи з 1995 року, щорічно у травні на павлокомському цвинтарі відбуваються релігійні панахиди і громадянські віча за участю українців Перемищини, делегацій товариства «Надсяння» зі Львова, колишніх павлокомців, їхніх дітей та онуків.
Проблема щодо спорудження пам'ятника на місці поховання 366 українців, трагічно загиблих 3 березня 1945 року в селі Павлокома, чекала свого вирішення досить довгий час. За твердженням публіциста польського тижневика «Політика» Здзіслава Рачинського, висловленим у 1998 році:

| Польща й Україна одна одній необхідні. Цю неополітичну дійсність добре розуміють еліти у Варшаві й у Києві. Чим ближче, однак, до місць, де Сян вимиває кості жертв братовбивства, тим густіша атмосфера підозр і тим важче переборювати недобру пам'ять.[4] |
У 1998 році відновлений греко-католицький цвинтар заново освятили.
Проект пам'ятника розробив Комітет Павлокоми, який було створено при Товаристві «Надсяння», а фонди на його виготовлення заклали в бюджеті Львівської області на 2005 рік. Створили пам'ятний знак у Львові.
Польська сторона, в особі Ради охорони пам'яті боротьби та мучеництва РП та місцевої влади Підкарпатського воєводства, всіляко затягувала питання встановлення знаку, ув'язуючи його з відповідними рішеннями на території України, зокрема, відкриттям цвинтаря «орлят» у Львові. 24 червня 2005 року на Личаківському цвинтарі за участю президентів Польщі і України були одночасно відкриті меморіал «орлят» та меморіал загиблим воїнам Української Галицької Армії.
У червні 2005 року сільська громада Павлокоми дала згоду на встановлення до листопада 2005 року пам'ятника.
13 травня 2006 року у присутності президентів України Віктора Ющенка і Польщі Леха Качинського відбулося урочисте відкриття на греко-католицькому цвинтарі у центрі Павлокоми меморіалу 366 українцям, колишнім мешканцям цього українського села. На пам'ятнику поляки так і не вказали, від кого саме загинули українці.
Щорічно як в Україні, так i у Польщі українці вшановують пам'ять про невинні жертви у селі Павлокомі поминальними службами.

## Пам'ятний знак
За початковим задумом, пам'ятний знак загиблим українцям мав бути у вигляді жіночої фігури з дитиною на руках, але поляки з такою трактовкою не погодилися.
Польський прокурор Марек Сова не сумнівається в тому, що злочин у Павлокомі скоїли поляки:

| Людей витягували з їхніх хат, вели до місцевої церкви, де відділяли чоловіків від жінок і дітей. Особи, що доказували свою приналежність до польської національності, були звільнені. Звільнено також тих, хто походив з так званих мішаних сімей. Усіх інших, в основному чоловіків, виведено групами на цвинтар у Павлокомі, де відбулася страта, де їх розстріляно.[1] |
Незважаючи на документальні підтвердження та признання польської сторони в тому, що масові вбивства павлокомських українців вчинили члени колишнього підрозділу АК та польської самооборони, Рада охорони пам'яті боротьби та мучеництва РП не дала згоди на розміщення цієї інформації.
В кінцевому результаті поставлено кам'яний хрест, на якому викарбувано напис:

| Вічная пам'ять 366 жертвам, трагічно загиблим 1–3 березня 1945 року в селі Павлокома.[36][6][1] |
Тобто на пам'ятнику не вказано: ні хто саме загинув, ні від чиїх рук, ні що причиною «трагічної загибелі» було вбивство, ні навіть те, що замордовані були мешканцями Павлокоми.
Після покладання вінків до цього знаку 13 травня 2006 року обидва президенти вшанували ще один хрест, розміщений на відстані близько триста метрів від попереднього, з таким написом:

| Пам'яті поляків, мешканців села Павлокома, які у 1939—1945 роках загинули від рук українських націоналістів і померли на «нелюдській землі».[36][1] |
За твердженням кандидата історичних наук Івана Козловського, на момент покладання президентами квітів виділений фрагмент напису, а саме «від рук українських націоналістів і померли», був заклеєний стрічкою кольорів польського прапору, тобто офіційно Віктор Ющенко та Лех Качинський могли бачити лише «Пам'яті поляків, мешканців села Павлокома, які у 1939—1945 роках загинули … на „нелюдській землі“». А «нелюдською землею» в Польщі називають території Далекого Сходу та Сибіру у СРСР, куди справді після приходу у 1939 році до Павлокоми Червоної Армії та встановлення в селі радянської влади депортовано частину (за даними Здіслава Конечного — 40) мешканців.
15 травня 2006 року, через два дні після урочистого відкриття президентами Польщі та України пам'ятника 366 загиблим українцям, «Gazeta Wyborcza» розмістила на 2-ій сторінці фейлетон Марціна Войцеховського під назвою «Павлокома: йдемо цим шляхом», в якому журналіст висловив своє здивування настільки відмінним написам на двох хрестах:

| Дивує також різний зміст написів на пам'ятнику 366 українським жертвам кривавої розправи і 9 полякам «...» Різні написи провокують питання українців: чи не дискримінують, випадком, у Польщі їх права?Оригінальний текст (рос.) Удивляет также различное содержание надписей на памятнике 366 украинским жертвам кровавой расправы и 9 полякам «...» Различные надписи провоцируют вопросы украинцев: не дискриминируют ли, случается, в Польше их права?[36] |

## Цитати з урочистості відкриття пам'ятника 13.05.2006 року
Президент Польщі Лех Качинський:
|  | Прийшов уже час, аби не приховувати правду й говорити про неполагоджені кривди. За жодних обставин для жодного злочину немає виправдання. Пам'ятаючи і поганий, і добрий досвід, ми повинні підняти тягар польсько-української історії. Є ще багато трагічних місць, часто безіменних могил із обох боків кордону. Ми повинні говорити про болісне й важке минуле відкрито, крок за кроком опрацьовуючи оцінку всіх тодішніх воєнних трагедій. Ці трагічні події — У Павлокомі, на Холмщині, на Волині, у східній Галичині, ті, які супроводжували акцію «Вісла», повинні знайти ретельне вивчення у діалозі політиків, істориків і звичайних людей. Ми не можемо змінити минуле, але можемо зробити так, аби воно не визначало майбутнього. І наша присутність свідчить про готовність із обох сторін до продовження цієї великої справи. |

Президент України Віктор Ющенко:
|  | Перед нашими народами було два шляхи: продовжувати у своїх душах війну, міряти літр на літр крові, рахувати невинно загиблих людей із обох сторін чи подати одне одному руку. Із тих доріг ми вибрали дорогу порозуміння. Ми пройшли ряд кроків: відкриття цвинтаря Орлят у Львові, відзначення волинських подій у селі Павлівка та сьогоднішня подія. Це єдина вірна дорога, яка нам може гарантувати перспективу. Наші відносини мають не тільки державний вимір, а й суто людський. Я можу уявити, якою тяжкою була дорога для десятків тисяч людей до примирення, свідками якого ми є. Але я переконаний: вибачати може тільки сильний. Віднині Україна та Польща декларують нову політику солідарності. І для наших стосунків це особливий день, який увійде в історію. |

Архієпископ Польської католицької Церкви, Митрополит Перемишля, Голова Конференції єпископів Польщі в 2004—2014 роках Юзеф Міхалік:
|  | Винятковий екзамен здає кожна людина і народ, коли доводиться визнати помилку. Кожний має вибір, вибрати йому дорогу правди чи помсти. В Павлокомі, як і на кладовищі у Львові, зібралися два народи разом, щоб покласти край ворожнечі і ненависті. В Павлокомі спочатку загинули поляки, а потім значно більше українців. Сьогодні ми соромимося цієї історії і перепрошуємо, в першу чергу перед Богом. Акт примирення з братом — це не соромно, а прямий наказ Христа. |

Глава Української греко-католицької Церкви Любомир Гузар:
|  | Немає жодної нації у світі, яка б нікого не скривдила. І навіть церква має гріхи перед Богом. Тому єдиний вихід — сказати ближньому: «Прощаємо і просимо прощення...» |